# Transcavidad de los epiplones
La transcavidad de los epiplones es una parte del cuerpo humano delimitada por los epiplones (del griego επιπλειν epiploon "flotar por encima de"). Está formada por el epiplón menor y mayor. Generalmente se encuentra en mamíferos, está conectado con la cavidad peritoneal a través del hiato de Winslow. En los mamíferos, es común que contenga cantidades considerables de grasa.
El epiplón mayor es el repliegue (o conjunto de pliegos) peritoneal que va cubriendo y fijando el intestino delgado a lo largo de su recorrido. Cubriéndolo, está el epiplón menor, otro conjunto de pliegues peritoneales que unen y fijan la curvatura menor del estómago con el hígado.
- Datos: Q92785719